# Sport Clube Beira-Mar

Evolução das classificações do Sport Clube Beira-Mar desde 1938

O Sport Clube Beira-Mar OB, mais conhecido como Beira-Mar, é um clube eclético português com sede em Aveiro, nomeado em alusão ao bairro aveirense com o mesmo nome e oficialmente fundado no Réveillon de 1921 para 1922, numa sessão que começou na noite de 31 de Dezembro de 1921 e que culminou no dia seguinte, 1 de Janeiro de 1922, conforme ata de constituição aqui reproduzida.

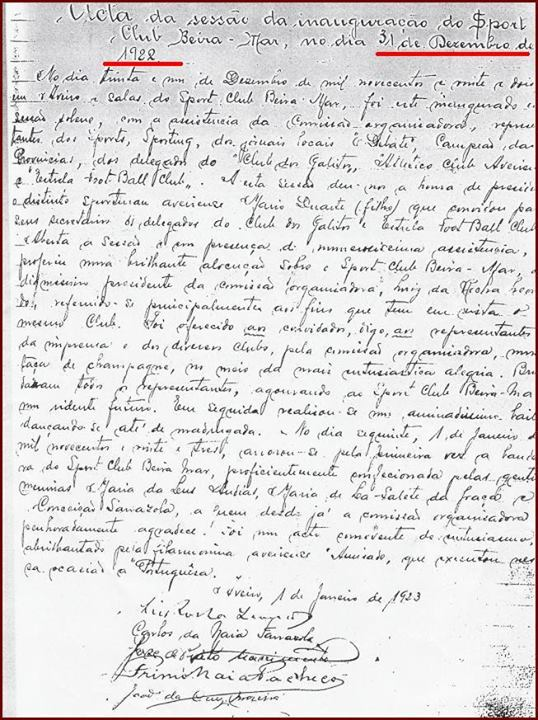
Ata da Inauguração do Sport Clube Beira-Mar

Neste clube são praticadas várias modalidades sendo o futebol de onze a mais representativa, mas igualmente outras modalidades como o futsal, basquetebol, judo, boxe, paintball, atletismo, bilhar, Jiu Jitsu, Xadrez e squash. Em 2010, a secção de natação suspendeu a sua atividade e em 2011 o mesmo aconteceu com a secção de triatlo e duatlo. Em todas estas modalidades é desenvolvida formação de jovens. O clube não possui infraestruturas, uma vez que o pavilhão polidesportivo do Alboi (mais tarde demolido), um apartamento foram vendidos em hasta pública, assim como as piscinas e o estádio é propriedade do município de Aveiro.
É de notar o reconhecimento público como Instituição de Utilidade Pública, Oficial da Ordem de Benemerência (29 de Março de 1947), e tendo-lhe sido atribuídas as Medalhas de Prata e de Ouro da Cidade de Aveiro, a Medalha de Mérito do Instituto de Desporto e bem como a Medalha de Bons Serviços Desportivos (2002).
O principal feito do clube foi na época desportiva de 1998/99, quando venceu a Taça de Portugal frente ao Campomaiorense por 1–0. A equipa era treinada por António Sousa e o golo solitário foi marcado pelo seu filho Ricardo Sousa.
Sagrou-se Campeão Nacional da Segunda Liga em 2005/06 e 2009/10 (denominada, na altura, de Liga Vitalis por razões comerciais) o que lhe permitiu ascender à principal liga do futebol português.

## História
Em 2011, foi criada a Beira-Mar — Futebol, SAD sendo que o iraniano Majid Pishyar (CEO da 32Group, companhia global envolvida em 32 ramos de atividade) adquiriu 85% das ações, ficando os restantes 15% na posse do clube, tornando-se Pishyar o presidente da sociedade. Na altura, Pishyar era também presidente do Servette FC da Suíça.
Dois anos depois, a 11 de dezembro de 2013, é anunciada a venda das ações pertencentes à 32Group ao grupo italiano Pieralisi, passando este a ser o principal acionista da Beira-Mar — Futebol, SAD.
No início da época desportiva 2014/15 a SAD apresentou a APJ — Artists for Peace and Justice como patrocinador principal da equipa.
Em Outubro de 2014, a SAD teve que apresentar um plano especial de recuperação (PER) pela segunda vez e viu vários trabalhadores e diretores solicitarem a suspensão de trabalho devido a salários em atraso.
Em 2015, após falhar sucessivamente a inscrição na Segunda Liga dos campeonatos profissionais por falta de pressupostos financeiros e no Campeonato de Portugal por inconformidades, resultado de uma inscrição feita em cima do prazo e dos problemas que assolavam a SAD, o clube viu-se relegado para o nível mais baixo do futebol distrital, sendo obrigado a recomeçar do zero. Porém, este fator adverso teve como consequência uma aproximação da massa associativa com o clube, bem como dos simpatizantes e dos aveirenses em geral. O facto de ter adotado o antigo Estádio Mário Duarte para acolher os seus jogos em casa, ao invés do habitual Estádio Municipal de Aveiro, foi um fator preponderante para essa reaproximação e para o aumento exponencial de assistências nos jogos caseiros. A média dos jogos da época 2015/16 na II Divisão Distrital mais do que triplicou em comparação com os jogos que vinha fazendo no campeonato profissional da Liga de Honra, superando mesmo a média de 6 clubes que militam atualmente na divisão maior do futebol português, feito inédito na história do futebol nacional.
Algumas personalidades ligadas ao passado do clube solidarizaram-se para ajudar nessa situação de maior dificuldade, alguns oferecendo os seus préstimos de forma totalmente desinteressada. Mesmo perante todas as adversidades — queda aos Distritais, insolvência da SAD, perda de funcionários e de praticamente todo o plantel (apenas 1 jogador, Pedro Moreira, aceitou continuar a representar o clube), perda praticamente total do pouco património que restava e sem bases para preparar e lançar uma nova época — o Beira-Mar logrou a subida à I Divisão Distrital da Associação de Futebol de Aveiro, logo na primeira época, ao sagrar-se campeão da série B da II Divisão Distrital na derradeira jornada em São Vicente de Pereira Jusã, contra a equipa local.
No na época 2018/19 o clube atingiu os campeonatos nacionais, subindo de divisão do campeonato distrital de Aveiro, Divisão de Elite, para o Campeonato de Portugal. A subida deu-se com 87 pontos em 34 jogos, garantindo 27 vitórias, 6 empates e apenas uma derrota, tendo marcado 75 golos e sofrido 24. O jogo da vitória ocorreu em Carregosa, frente ao Carregosense, no dia 25 de abril de 2019, tendo o clube aurinegro vencido por 2–1, dando lugar à festa aveirense que se espalhou pela cidade.
Em fevereiro de 2020, a direção presidida por Hugo Coelho conseguiu a extinção da Beira-Mar Futebol SAD, dando futuro ao Clube e terminando com uma das páginas mais negras até então.
Em maio de 2020, deu-se iniciou-se a construção do Complexo de Futebol nas imediações do Estádio Municipal de Aveiro, uma obra da Câmara Municipal de Aveiro que será entregue à gestão do Clube. Esta importante infraestrutura é assumida como o garante das condições de treino da coletividade, dando condições de trabalho à formação de futebol, plantel sénior e veteranos. O projeto havida sido idealizado no ano 2000, contudo, apenas foi corporizado vinte anos depois, com as lideranças de José Ribau Esteves e Hugo Coelho, respetivamente na Câmara Municipal de Aveiro e Sport Clube Beira-Mar. Em junho desse mesmo ano, o Estádio Mário Duarte foi demolido para dar lugar à expansão do Hospital de Aveiro.

## Histórico

### Classificações
|           | I  | II | III | IV | V | Pts | J  | V  | E  | D  | G.M. | G.S. | Diff. |
| 2023-2024 |    |    |     | 9  |   | 34  | 26 | 8  | 10 | 8  | 31   | 31   | 0     |
| 2022-2023 |    |    |     | 4  |   | 48  | 26 | 13 | 9  | 4  | 35   | 21   | +14   |
| 2021–2022 |    |    |     |    | 1 | 87  | 32 | 29 | 0  | 3  | 77   | 20   | +57   |
| 2020–2021 |    |    | 9D  |    |   | 31  | 22 | 9  | 4  | 9  | 30   | 23   | +7    |
| 2019–2020 |    |    | 6C  |    |   | 37  | 25 | 9  | 10 | 6  | 34   | 27   | +7    |
| 2018–2019 |    |    |     | 1  |   | 87  | 34 | 27 | 6  | 1  | 75   | 24   | +51   |
| 2017–2018 |    |    |     | 2  |   | 70  | 34 | 22 | 4  | 8  | 69   | 37   | +32   |
| 2016–2017 |    |    |     | 4  |   | 64  | 34 | 18 | 10 | 6  | 51   | 37   | +14   |
| 2015–2016 |    |    |     |    | 1 | 81  | 32 | 26 | 3  | 3  | 99   | 11   | +88   |
| 2014–2015 |    | 10 |     |    |   | 63  | 46 | 16 | 15 | 15 | 52   | 48   | +4    |
| 2013–2014 |    | 12 |     |    |   | 54  | 42 | 14 | 12 | 16 | 45   | 48   | -3    |
| 2012–2013 | 16 |    |     |    |   | 23  | 30 | 5  | 8  | 17 | 35   | 55   | -20   |
| 2011–2012 | 12 |    |     |    |   | 29  | 30 | 8  | 5  | 17 | 26   | 38   | -12   |
| 2010–2011 | 13 |    |     |    |   | 33  | 30 | 7  | 12 | 11 | 32   | 36   | -4    |
| 2009–2010 |    | 1  |     |    |   | 54  | 30 | 16 | 6  | 8  | 44   | 30   | 14    |
| 2008–2009 |    | 12 |     |    |   | 35  | 30 | 8  | 11 | 11 | 32   | 32   | 0     |
| 2007–2008 |    | 6  |     |    |   | 42  | 30 | 10 | 12 | 8  | 30   | 32   | -2    |
| 2006–2007 | 15 |    |     |    |   | 23  | 30 | 4  | 11 | 15 | 28   | 55   | -27   |
| 2005–2006 |    | 1  |     |    |   | 68  | 34 | 18 | 14 | 2  | 45   | 18   | +27   |
| 2004–2005 | 18 |    |     |    |   | 30  | 34 | 6  | 12 | 16 | 30   | 56   | -26   |
| 2003–2004 | 11 |    |     |    |   | 41  | 34 | 11 | 8  | 15 | 36   | 45   | -9    |
| 2002–2003 | 13 |    |     |    |   | 39  | 34 | 10 | 9  | 15 | 43   | 50   | -7    |
| 2001–2002 | 11 |    |     |    |   | 39  | 34 | 10 | 9  | 15 | 48   | 56   | -8    |
| 2000–2001 | 8  |    |     |    |   | 49  | 34 | 14 | 7  | 13 | 45   | 49   | -4    |
| 1999–2000 |    | 2  |     |    |   | 65  | 34 | 18 | 11 | 5  | 54   | 30   | +24   |
| 1998–1999 | 16 |    |     |    |   | 33  | 34 | 6  | 15 | 14 | 36   | 53   | -17   |
| 1997–1998 |    | 2  |     |    |   | 64  | 34 | 18 | 10 | 6  | 41   | 26   | +15   |
| 1996–1997 |    | 10 |     |    |   | 46  | 34 | 12 | 10 | 12 | 36   | 32   | +4    |
| 1995–1996 |    | 10 |     |    |   | 47  | 34 | 13 | 8  | 13 | 39   | 37   | +2    |
| 1994–1995 | 17 |    |     |    |   | 21  | 34 | 8  | 5  | 21 | 33   | 54   | -21   |
| 1993–1994 | 14 |    |     |    |   | 29  | 34 | 9  | 11 | 14 | 28   | 38   | -10   |
| 1992–1993 | 8  |    |     |    |   | 32  | 34 | 10 | 12 | 12 | 24   | 33   | -9    |
| 1991–1992 | 8  |    |     |    |   | 32  | 34 | 11 | 10 | 13 | 32   | 41   | -9    |
| 1990–1991 | 6  |    |     |    |   | 36  | 38 | 12 | 12 | 14 | 40   | 49   | -9    |
| 1989–1990 | 11 |    |     |    |   | 29  | 34 | 10 | 9  | 15 | 22   | 39   | -17   |

### Histórico nas Provas Nacionais
|                                      | Nº Presenças | Venceu                        |
| ------------------------------------ | ------------ | ----------------------------- |
| Temporadas na 1ª                     | 27           | 0                             |
| Temporadas na 2ª                     | 9            | 2 (2005/06, 2009/10)          |
| Temporadas na 2ªB                    | 29           | 3 (1960/61, 1964/65, 1970/71) |
| Temporadas na 3ª                     | 10           | 1 (1958/59)                   |
| Temporadas no Campeonato de Portugal | 4            | 0                             |
| Taça de Portugal                     | 58           | 1 (1998/99)                   |
| Taça da Liga                         | 7            | 0                             |

## Palmarés

### Liga Portuguesa
|                      |     | Temporada | Observações                               |
| -------------------- | --- | --------- | ----------------------------------------- |
| Melhor Classificação | 6º  | 1990/91   | (igualdade pontual com o S.C. Salgueiros) |
| Pior Classificação   | 18º | 2004/05   |                                           |

###### Outros prémios relevantes
- Bola de Prata para Fary Faye com 18 golos marcados — 2002/03
- Equipa Fair-Play — 2005/06

### Segunda Liga — Liga de Honra
|                      |     | Temporada        |
| -------------------- | --- | ---------------- |
| Melhor Classificação | 1º  | 2005/06, 2009/10 |
| Pior Classificação   | 12º | 2008/09          |

### Taça de Portugal
|                      |          | Temporada | Jogo                                |
| -------------------- | -------- | --------- | ----------------------------------- |
| Melhor Classificação | Vencedor | 1998/99   | Beira-Mar 1-0 Campomaiorense        |
| Finalista            | Vencido  | 1990/91   | Beira-Mar 1-1 F.C. Porto (3–1 a.p.) |

### Taça da Liga
|                      |          | Temporada | Observações                 |
| -------------------- | -------- | --------- | --------------------------- |
| Melhor Classificação | 4º lugar | 2007/08   | 1/2 Finais (fase de grupos) |

### Taça Ribeiro dos Reis
|                      |          | Temporada |
| -------------------- | -------- | --------- |
| Melhor Classificação | Vencedor | 1964/65   |

### Supertaça Cândido de Oliveira
|           |         | Temporada | Observações                       | Observações                       |
| --------- | ------- | --------- | --------------------------------- | --------------------------------- |
| Finalista | Vencido | 1998/99   | (1ª mão) Beira-Mar 1-2 F.C. Porto | (2ª mão) F.C. Porto 3-1 Beira-Mar |

### Taça UEFA
|                 |         | Temporada | Observações                    | Observações                    |
| --------------- | ------- | --------- | ------------------------------ | ------------------------------ |
| 1ª eliminatória | Vencido | 1999/00   | (1ª mão) Beira-Mar 1-2 Vitesse | (2ª mão) Vitesse 0-0 Beira-Mar |

- Campeonato Regional de Aveiro: 1928/29 e 1937/38
- Campeonato de Elite AF Aveiro: 2021/22, 2018/19, 1958/59, 1955/56, 1948/49
- 2ª Divisão AF Aveiro: 2023/24
- Taça AF Aveiro: 2021/22, 2017/18
- Supertaça AF Aveiro: 2021/22

## Treinadores do Clube
| Período   | Nome               | Nacionalidade |
| --------- | ------------------ | ------------- |
| 1957–1962 | Anselmo Pisa       | Argentina     |
| 1969–1970 | Couceiro Figueira  | Portugal      |
| 1974–1975 | Fernando Vaz       | Portugal      |
| 1975      | Frederico Passos   | Portugal      |
| 1975–1976 | Fernando Vaz       | Portugal      |
| 1976–1977 | Manuel de Oliveira | Portugal      |
| 1977      | Joaquim Meirim     | Portugal      |
| 1977–1980 | Fernando Cabrita   | Portugal      |
| 1980      | Rodrigues Dias     | Portugal      |
| 1984–1986 | José Domingos      | Portugal      |
| 1986–1987 | Mário Lino         | Portugal      |
| 1987–1990 | Jean Thissen       | Bélgica       |
| 1990–1993 | Vítor Urbano       | Portugal      |
| 1993–1994 | Zoran Filipovic    | Montenegro    |
| 1994–1995 | Rodolfo Reis       | Portugal      |
| 1995      | Acácio Casimiro    | Brasil        |
| 1995–1996 | Álvaro Carolino    | Portugal      |
| 1996      | Paulinho Silva     | Portugal      |
| 1996–1997 | Vítor Urbano       | Portugal      |
| 1997–2004 | António Sousa      | Portugal      |
| 2004      | Mick Wadsworth     | Inglaterra    |
| 2004      | Manuel Cajuda      | Portugal      |
| 2004–2005 | Luís Campos        | Portugal      |
| 2005–2006 | Augusto Inácio     | Portugal      |
| 2006–2007 | Carlos Carvalhal   | Portugal      |

| Período   | Nome              | Nacionalidade |
| --------- | ----------------- | ------------- |
| 2007      | Paco Soler        | Espanha       |
| 2007–2008 | Rogério Gonçalves | Portugal      |
| 2008      | Paulo Sérgio      | Portugal      |
| 2008      | António Sousa     | Portugal      |
| 2008–2009 | Bruno Moura       | Portugal      |
| 2009–2011 | Leonardo Jardim   | Portugal      |
| 2011–2012 | Rui Bento         | Portugal      |
| 2012–2013 | Ulisses Morais    | Portugal      |
| 2013      | Costinha          | Portugal      |
| 2013–2014 | Jorge Neves       | Portugal      |
| 2014      | Daniele Fortunato | Itália        |
| 2014–2015 | Jorge Neves       | Portugal      |
| 2015      | Paulo Alves       | Portugal      |
| 2015–2017 | José Alexandre    | Portugal      |
| 2017      | Augusto Semedo    | Portugal      |
| 2017      | Carlos Miguel     | Portugal      |
| 2017–2019 | Cajó              | Portugal      |
| 2019–2021 | Ricardo Sousa     | Portugal      |
| 2021      | Manuel Rodrigues  | Portugal      |
| 2021–2022 | Ricardo Maia      | Portugal      |
| 2022-2024 | Miguel Valença    | Portugal      |
| 2024      | Eurico Couto      | Portugal      |
| 2024–2025 | António Oliveira  | Portugal      |
| 2025      | Fabeta (interino) | Portugal      |

## Basquetebol

### Palmarés
- Campeão Nacional A2 — 1994/95
- Campeão Nacional CNB2 — 2008/09
- Play-offs CNB1 — 2009/10

## Claque Oficial
Os Ultras Auri-Negros foram fundados no ano 2000 e mais tarde, em 2003, constituíram-se como uma Associação, com o seu organismo a ser democraticamente eleito. É uma estrutura financeiramente e juridicamente autónoma.
Tornam-se consequentemente no primeiro núcleo do Beira-Mar sendo uma claque constituída maioritariamente por jovens.